# خیزش هانیبال (فیلم)
خیزش هانیبال (به انگلیسی: Hannibal Rising) فیلم سینمایی آمریکایی تولید شده در سال ۲۰۰۷  در ژانر وحشتناک/هیجان‌آور به کارگردانی پیتر وبر است و پنجمین فیلم از مجموعه هانیبال لکتر می‌باشد که بر اساس رمانی به همین نام به قلم توماس هریس ساخته شده است و داستان تکامل لکتر از یک شکارچی انتقام جو نازی به یک قاتل زنجیره ای آدمخوار را روایت می کند.

## خلاصه داستان
فیلم ابتدا هانیبال را در سن هشت سالگی در سال ۱۹۴۴ و در زمان جنگ جهانی دوم نشان می‌دهد. 

هانیبال فرزند ارشد یک خانواده ثروتمند یهودی در لتونی است که پدر و مادرش بر اثر حمله متحدین کشته شدند. او و خواهرش، میشا به کلبه‌ای در جنگل پناه می‌برند. مشکل از آنجا شروع می‌شود که نیروهای متحدین نیز به همان کلبه می‌ روند. پس از مدتی گرسنگی آنقدر به آنها فشار می‌آورد که سربازان مجبور به خوردن میشا می‌شوند. در لحظه قتل میشا هانیبال با فریاد می‌گوید:
من انتقامت رو می‌گیرم.

## بازیگران فیلم
| بازیگر          | نقش                 |
| --------------- | ------------------- |
| گاسپارد اولیل   | هانیبال لکتر        |
| هلنا لیا تاچوکا | میشا لکتر           |
| گونگ لی         | خانم موراسکی شیکیبو |
| ریس آیفنز       | ولادیس گروتاس       |
| کوین مک‌کید      | پتراس کولناس        |
| ریچارد بریک     | انریکاس دورتلیش     |
| استفن والترز    | زیگمس میلکو         |
| ایوان مارویچ    | برونیس گرنتز        |
| شارلز مکینون    | پل موموند           |
| دومنیک وست      | بازرس پاسکال پاپیل  |
| بیتا بن آمار    | خانم کولناس         |
| پاول بزدک       | دیه تر              |
| آران توماس      | هانیبال لکتر جوان   |
| گوران کاستیک    | پات واچر            |